# Vlasta Burian
Pour les articles homonymes, voir Burian.
Vlasta Burian (né Josef Vlastimil Burian le 9 avril 1891 à Reichenberg, Autriche-Hongrie; mort le 31 janvier 1962 à Prague, Tchécoslovaquie) était un acteur, chanteur, réalisateur et footballeur tchèque. En République tchèque, il est surnommé le Král komiků, "roi des comédiens".

## Biographie
En République tchèque, où ses films sont encore diffusés à la télévision, particulièrement au moment de Noël, Vlasta Burian est connu pour ses rôles comiques dans nombre de films avant et pendant la Seconde Guerre mondiale : il géra un théâtre jusqu'en 1944, année où les Nazis décidèrent de fermer tous les théâtres en langue tchèque. Après la guerre, Vlasta Burian fut condamné pour collaboration. Brièvement emprisonné, il ne put rejouer qu'en 1950. Il fut blanchi en 1994.
Avec Jaroslav Marvan (en) comme partenaire, il fit de nombreux films.

## Filmographie partielle
- 1931 : Lui et sa sœur de Karel Lamač et Martin Frič
- 1954 : Les Deux Frimas de Jiří Trnka
- 1954 : Byl jednou jeden král… : le conseiller du roi